# ميك ليهي (لاعب كرة قدم)
ميك ليهي (بالإنجليزية: Mick Leahy)‏ هو لاعب كرة قدم أيرلندي، ولد في 30 أبريل 1989 في دبلن في جمهورية أيرلندا. لعب مع نادي سليغو روفرز.

## وصلات خارجية
- ميك ليهي على موقع قاعدة بيانات كرة القدم.إي يو (الإنجليزية)
- ميك ليهي على موقع Soccerway.com (الإنجليزية)